# شيلي سولومون
شيلي سولومون (بالإنجليزية: Shelley Solomon)‏ هي لاعب كرة مضرب أمريكية، ولدت في 19 يونيو 1963 في واشنطن العاصمة في الولايات المتحدة، وتوفيت في 7 أكتوبر 2014 في فورت لودرديل في الولايات المتحدة بسبب سقوط.

## وصلات خارجية
- شيلي سولومون على موقع رابطة محترفات التنس (الإنجليزية)
- شيلي سولومون على موقع الاتحاد الدولي لكرة المضرب (الإنجليزية)
- شيلي سولومون على موقع خلاصة التنس.كوم (الإنجليزية)